# Пак Вансо
Пак Вансо (кор. 박완서; 20 октября 1931, Корея — 22 января 2011) — южнокорейская писательница.

## Биография
Пак Вансо родилась 20 октября 1931 года в деревне Пакчокколь (박적골) на севере провинции Кёнгидо (сегодня территория КНДР). Когда девочке исполнилось три года, умер отец, а мать и старший брат уехали в Сеул, и Пак Вансо до семи лет жила с родственниками. В 1950 году поступила в престижный Сеульский университет, однако вскоре была вынуждена покинуть его из-за войны в Корее (1950—1953) и смерти ее брата. Во время войны она оказалась разделена с её матерью и старшим братом, служившим в северокорейской армии, которые были депортированы в КНДР. Она жила в деревне Ачуи в Кури в пригороде Сеула до её смерти. Пак Вансо умерла от рака 22 января 2011 года.
Литературный дебют Пак Вансо состоялся в 1970 году, после того, как она уже вырастила пятерых детей. Ее первое произведение — роман «Голое дерево» (кор. 나목), посвящённый событиям, связанным с Корейской войной и разделом страны. В 1977 году в одной из газет был напечатан рассказ Пак Вансо «Короткие записи о пережитом» (кор. 조그만 체험기). В рассказе была изложена история, связанная с реальными событиями: муж писательницы был обвинен в мошенничестве и посажен в тюрьму. Пак Вансо рассказала о состоянии общества конца семидесятых годов, о ситуации в правоохранительных органах Южной Кореи.
В 1988 году Пак Вансо потеряла мужа, а затем и сына. Тем не менее, она нашла в себе силы продолжить свою писательскую и общественную деятельность. По приглашению Японского международного фонда писательница посетила Японию, затем побывала в Европе и Америке, путешествовала по Индии, Тибету и Непалу. Впечатлениями от этих поездок она поделилась в путевых заметках и эссе.
Пак Вансо работала очень плодотворно. К 2007 году писательница написала десяток романов и выпустила десять сборников рассказов.

### Произведения, переведённые на русский язык
- Как их много (2010) ISBN 978-5-9691-0618-5
- Добрая Покхи (2014) ISBN 978-5-88915-083-1
- Забытый вкус кислички (2015) ISBN 978-5-9691-1424-1
- Действительно ли это была та гора?